# Cantone di Nérac
Il Cantone di Nérac era una divisione amministrativa dell'arrondissement di Nérac.
È stato soppresso a seguito della riforma complessiva dei cantoni del 2014, che è entrata in vigore con le elezioni dipartimentali del 2015.
Comprendeva i comuni di:
- Andiran
- Calignac
- Espiens
- Fréchou
- Moncaut
- Montagnac-sur-Auvignon
- Nérac
- Saumont